# Bertin Quentin
Pour les articles homonymes, voir Quentin (homonymie).
Bertin Quentin, dit L'Aîné, né vers 1690 et mort début 1767 à Ermont, est un violoniste et compositeur français.

## Biographie
Bertin Quentin, dit L'Aîné, frère de Jean-Baptiste Quentin, dit Le Jeune, débute en 1706 comme violoniste à l'Académie royale de musique (opéra de Paris). En 1713, après avoir participé au grand chœur, il joue juste derrière Michel-Richard de Lalande au second pupitre des premiers violons. Après le départ d'un certain Jacques Buret, il devient en 1720 basse de violon aux Vingt-quatre Violons du Roi. En 1749 il prend sa retraite et se retire à Ermont. En 1764 son nom disparaît de la liste de pension de l'Académie royale.
Bertin Quentin nous laisse un livre de 10 sonates pour le Violon seul et pour la Flûte avec la Basse continue qui était entre autres en vente chez l'auteur rue St. Martin vis-à-vis la fontaine Maubué.